# Ermenonville-la-Petite
Ermenonville-la-Petite è un comune francese di 191 abitanti situato nel dipartimento dell'Eure-et-Loir nella regione del Centro-Valle della Loira.

## Società

### Evoluzione demografica
Abitanti censiti